# M/S San Blas (1955)
Ej att förväxla med M/S San Blas (1967)

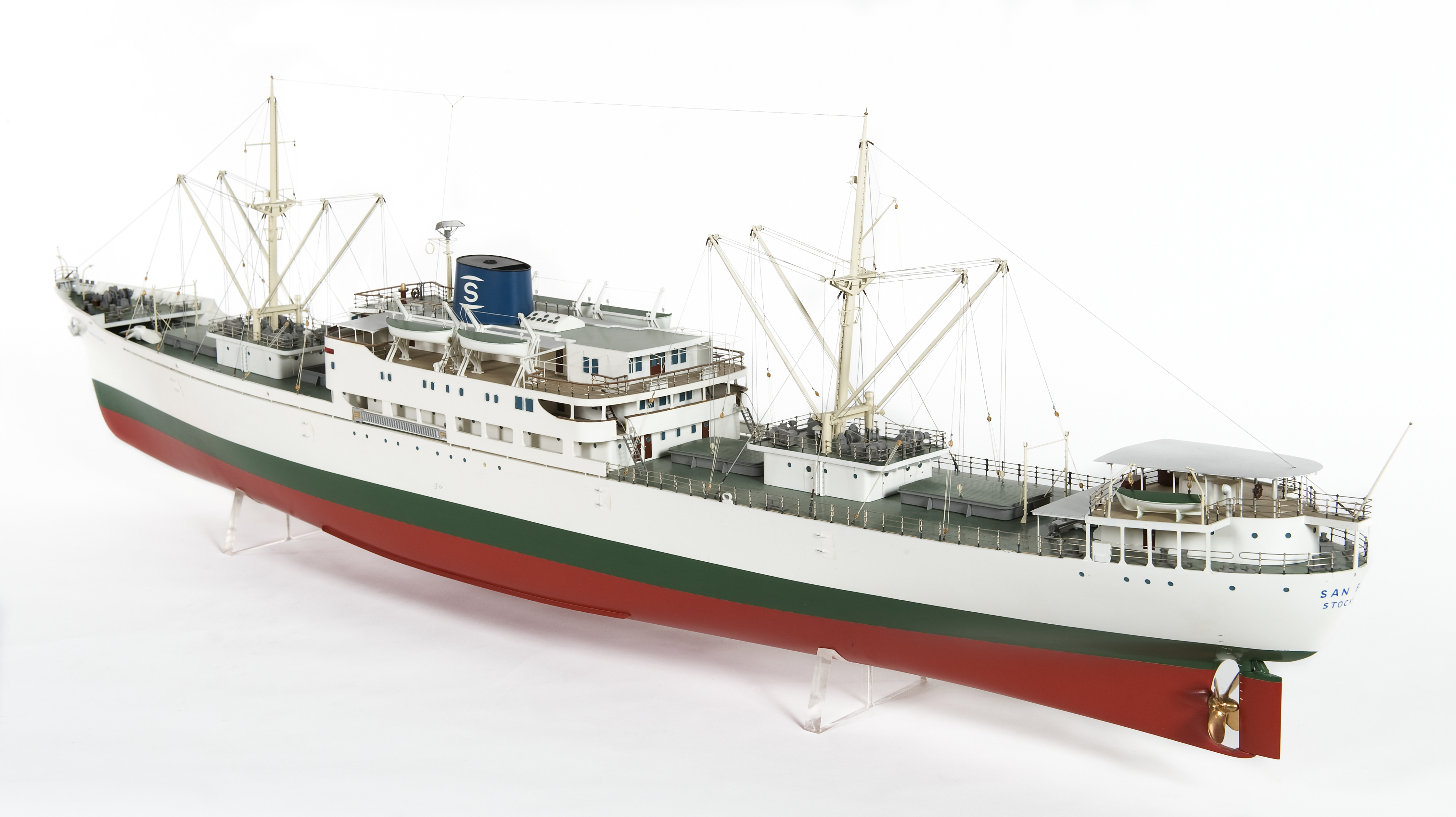
Modell av M/S San Blas på Sjöhistoriska museet i Stockholm

M/S San Blas var ett svenskt fraktfartyg, som byggdes av Ekensbergs varv i Stockholm för Rederi AB Jamaica inom Salénrederierna. Det var ett kylfartyg som byggdes för att frakta bananer från Central- och Sydamerika till Sverige.
Hon var det största fartyget som dittills byggts på ett Stockholmsvarv.
Povel Ramel åkte med som passagerare över Atlanten 1959 och skrev ombord låten Måste vägen till Curaçao gynga så?. M/S San Blas kallades också "bananjagare". Den hade ett smalt skrov av jagaretyp och hade en slingrig gång i hård sjö.
Hon såldes 1964 till Sovjetunionen, omdöptes till Olyutorka och fick Vladivostok som hemmahamn. Hon höggs upp 1977. 
På Salénrederierna efterföljdes hon 1967 av ett nytt, något större kylfartyg San Blas, som byggdes på Eriksbergs varv i Göteborg.